# ژرار کارامارو
ژرار کارامارو (به فرانسوی: Gérard Caramaro) شاعر و رمان‌نویس قرن بیستم میلادی اهل فرانسه است.